# 萨拉科马奇纳
萨拉科马奇纳（義大利語：Sala Comacina），是意大利科莫省的一个市镇。总面积5平方公里，人口599人，人口密度119.8人/平方公里（2009年）。ISTAT代码为013203。